# Hein Bender

Hein Bender

Hein Bender (* 4. Januar 1920 in Lauterecken, Pfalz; † 28. Mai 1987 in Saarbrücken) war ein deutscher Maler, Zeichner und Kunstdozent. Er gehörte zu den ersten Studenten der 1946 gegründeten Saarbrücker Schule für Kunst und Handwerk.

## Leben
Von früher Kindheit an bis zu seinem Tod lebte Bender – mit Ausnahme der Studienjahre – im Saarbrücker Stadtteil Sankt Arnual. Ab 1934 absolvierte er eine Lehre als Maler. Auf die Malerlehre folgte ab 1937 ein Kunststudium in Kaiserslautern. Der Krieg beendete seine 1939 begonnene Ausbildung an der Bauhaus-Universität Weimar. Als Wehrmachtssoldat geriet er in russische Gefangenschaft, aus der er 1949 zurückkehrte. Aus der Zeit der Kriegsgefangenschaft liegen Kohle- und Bleistiftzeichnungen vor. Von 1949 bis 1954 besuchte er in Saarbrücken die Schule für Kunst und Handwerk und schloss seine künstlerische Ausbildung ab. Er war unter anderem Schüler von Boris Kleint, der die Meisterklasse Malerei betreute. Danach arbeitete er als freischaffender Künstler in Saarbrücken.
Bender unterrichtete als Dozent im Mal-Club Saar unterschiedliche Techniken, wie Aquarell, Tempera, Öl, Kohle und andere. Er gab Kurse für Einsteiger und Fortgeschrittene.

## Werk
Bender entnahm seine Motive bevorzugt aus dem dörflichen Umfeld, er schuf Landschaftsbilder und Stillleben. Zu den früheren Perioden zählen auch Aquarelle mit grob strukturierten Blumendarstellungen und abstrakte Stillleben. Auftragsarbeiten mit Motiven aus seinem dörflichen Umfeld – besonders Markt und Stiftskirche –, die stilistisch an der Malerei der Spätromantik und des Naturalismus orientiert sind, prägten erst die späte Phase seines Schaffens.
Menschen als Motive mied er, trotzdem bearbeitete er eine große Themenbreite.

## Ausstellungen
- 1986: Ausstellung im Museum St. Arnual
- 2002: Gedächtnisausstellung im Museum St. Arnual[4]
- 2015: Werkschau im Museum St. Arnual: „Facetten eines Künstlers“[5]